# Animikii
Animikii (Binesi, Wapoothi, Waputhi), Animikii je divovska mitološka ptica gromovnik uobičajena za sjeverna i zapadna plemena sjevernoameričkih Indijanaca Ojibwe, Algonquin, Ottawa i Shawnee. Uzrokuju grmaljavinu udarcima njihovih golemih krila. Iako su gromovi vrlo moćna bića, rijetko smetaju ljudima, a narod Ojibwa ih tretira s poštovanjem. Animikii doslovno znači "gromovnik", a Binesi znači "velika ptica".

## Alternativni nazivi
Animiki, Animkii, Nimkii, Nimki, Onimikì, Animikì, Onimiki, Onimiski, Nimki, Nemki, Animike, Nenemki, Nenimkee, Nenemhki. U množini: Animikiig, Animikig, Nimkiig, Nimkig, Animikiik, Animkeeg, ili Animikik.